# Pavilhão João Rocha
Pavilhão João Rocha to hala sportowa Sporting Clube de Portugal. Znajduje się obok Estádio José Alvalade i ma pojemność 3000 widzów. Została otwarta 21 czerwca 2017 r.